# ادر بائو
ادر بائو (انگلیسی: Eder Baù؛ زادهٔ ۱۶ اوت ۱۹۸۲) بازیکن فوتبال اهل ایتالیا است.
از باشگاه‌هایی که در آن بازی کرده‌است می‌توان به باشگاه فوتبال اسپتزیا، باشگاه فوتبال ارورا پرو پاتریا ۱۹۱۹، باشگاه فوتبال پادوا، باشگاه فوتبال کروتونه، باشگاه فوتبال تریستیانا، باشگاه فوتبال دلفینو پسکارا، و باشگاه فوتبال آ.ث. میلان اشاره کرد.